# Foucarmont
Foucarmont est une commune française située dans le département de la Seine-Maritime en région Normandie.

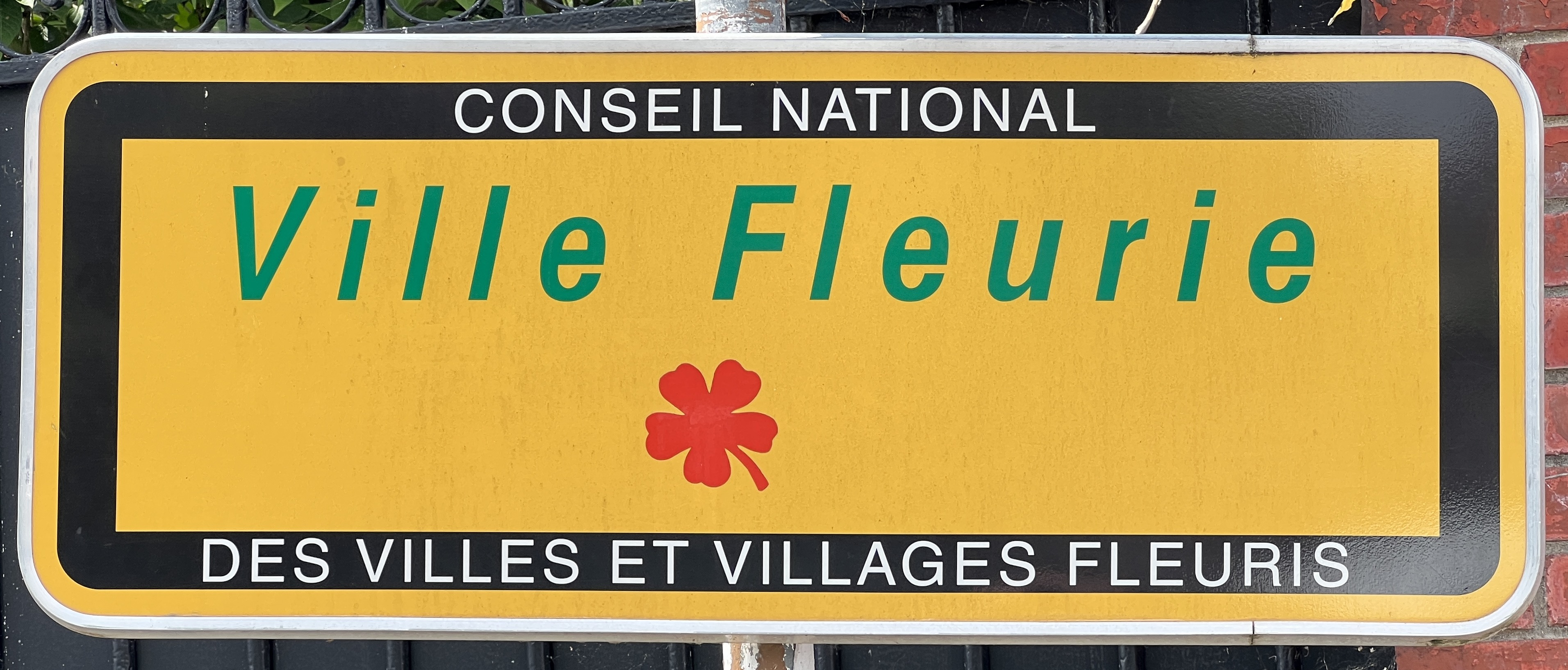
La récompense "Ville Fleurie", également connue sous le nom de "Villes et Villages fleuris, anciennement appelée concours, a été créée en 1959 en France pour promouvoir le fleurissement, l'environnement de vie et les espaces verts.

## Géographie

### Description
Foucarmont est un bourg rural et industriel normand proche du Pays de Bray, situé dans la vallée de l'Yères, au carrefour des anciennes routes nationales RN 28 Rouen - Bergues (actuelle RD 928) et RN 320 Dieppe - Moreuil, à une quarantaine de kilomètres à l'est de Dieppe et de la Manche, à la même distance au sud-ouest d'Abbeville et à une soixantaine de kilomètres au nord-est de Rouen.
L'autoroute A28 traverse le territoire communal.

### Communes limitrophes
|               | Fallencourt             |                      |
| Callengeville | Foucarmont              | Réalcamp             |
|               | Villers-sous-Foucarmont | Saint-Léger-aux-Bois |

### Hydrographie
La commune est située dans le bassin Seine-Normandie. Elle est drainée par l'Yères et divers autres petits cours d'eau,.
L'Yères, d'une longueur de 40 km, prend sa source dans la commune de Aubermesnil-aux-Érables et se jette  dans la Manche à Criel-sur-Mer, après avoir traversé 14 communes. 

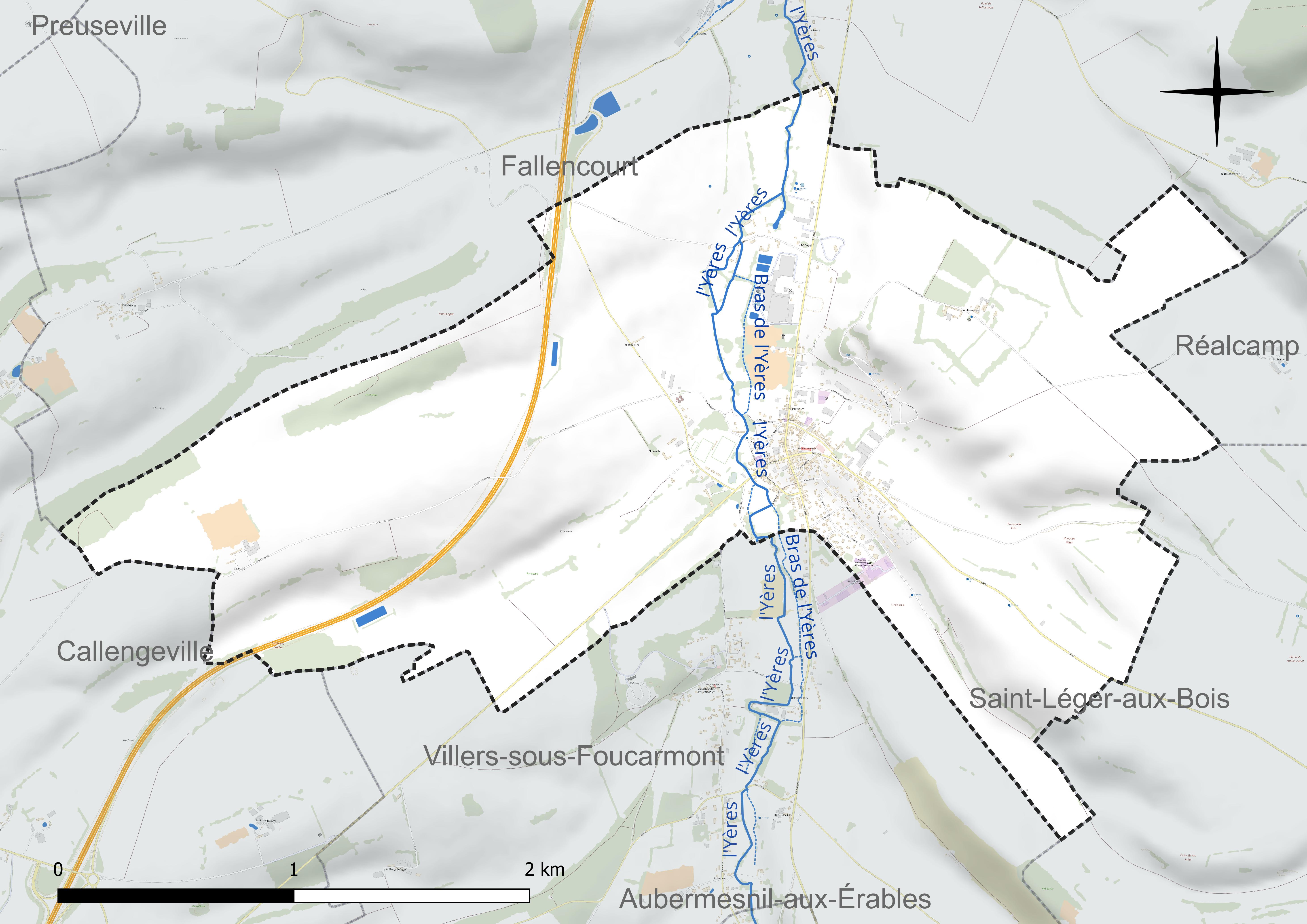
Réseau hydrographique de Foucarmont.

### Climat
Pour des articles plus généraux, voir Climat de la Normandie et Climat de la Seine-Maritime.
En 2010, le climat de la commune est de type climat océanique altéré, selon une étude du CNRS s'appuyant sur une série de données couvrant la période 1971-2000. En 2020, Météo-France publie une typologie des climats de la France métropolitaine dans laquelle la commune est exposée à un climat océanique et est dans la région climatique Côtes de la Manche orientale, caractérisée par un faible ensoleillement (1 550 h/an) ; forte humidité de l’air (plus de 20 h/jour avec humidité relative > 80 % en hiver), vents forts fréquents. Parallèlement le GIEC normand, un groupe régional d’experts sur le climat, différencie quant à lui, dans une étude de 2020, trois grands types de climats pour la région Normandie, nuancés à une échelle plus fine par les facteurs géographiques locaux. La commune est, selon ce zonage, exposée à un « climat contrasté des collines », correspondant au Pays de Bray, bien arrosé et frais.
Pour la période 1971-2000, la température annuelle moyenne est de 10,3 °C, avec une amplitude thermique annuelle de 14,1 °C. Le cumul annuel moyen de précipitations est de 875 mm, avec 13,5 jours de précipitations en janvier et 8,8 jours en juillet. Pour la période 1991-2020, la température moyenne annuelle observée sur la station météorologique la plus proche, située sur la commune de Bouelles à 16 km à vol d'oiseau, est de 10,7 °C et le cumul annuel moyen de précipitations est de 838,4 mm,. Pour l'avenir, les paramètres climatiques de la commune estimés pour 2050 selon différents scénarios d’émission de gaz à effet de serre sont consultables sur un site dédié publié par Météo-France en novembre 2022.

## Urbanisme

### Typologie
Au 1er janvier 2024, Foucarmont est catégorisée commune rurale à habitat dispersé, selon la nouvelle grille communale de densité à sept niveaux définie par l'Insee en 2022.
Elle est située hors unité urbaine et hors attraction des villes,.

### Occupation des sols
L'occupation des sols de la commune, telle qu'elle ressort de la base de données européenne d’occupation biophysique des sols Corine Land Cover (CLC), est marquée par l'importance des territoires agricoles (90,7 % en 2018), en diminution par rapport à 1990 (92,3 %). La répartition détaillée en 2018 est la suivante : 
terres arables (52,7 %), prairies (27,7 %), zones agricoles hétérogènes (10,3 %), zones urbanisées (8,5 %), forêts (0,7 %). L'évolution de l’occupation des sols de la commune et de ses infrastructures peut être observée sur les différentes représentations cartographiques du territoire : la carte de Cassini (XVIIIe siècle), la carte d'état-major (1820-1866) et les cartes ou photos aériennes de l'IGN pour la période actuelle (1950 à aujourd'hui).

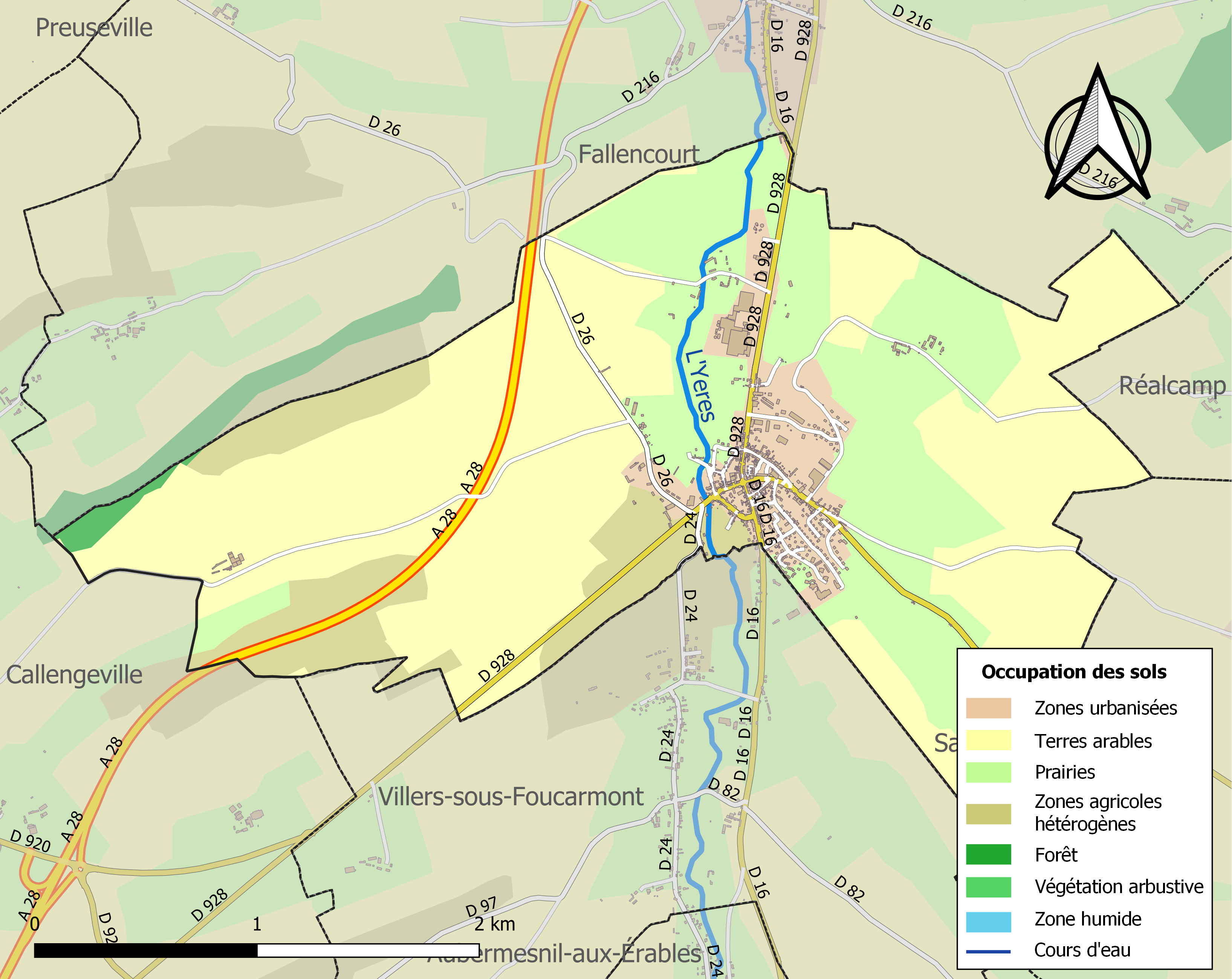
Carte des infrastructures et de l'occupation des sols de la commune en 2018 (CLC).

### Habitat
Foucarmont a été très largement détruit pendant la Seconde Guerre mondiale : le parc de logements existant en 2007 date donc majoritairement de l'après-guerre. Le quart des logements a été construit avant 1945, près de 30 % entre 1945 et 1970 et 35 % entre 1971 et 1990. Moins de 10 % des logements ont été construits depuis.
De 2007 à 2017, le parc de logements est relativement stable, mais le nombre de résidences principales baisse au profit des logements vacants, dénotant une faible attractivité de la commune et l'absence de dynamique touristique : 
| Logements                                        | Nombre en 2007 | % en 2007 | nombre en 2012 | % en 2012 | nombre en 2017 | % en 2017 |
| ------------------------------------------------ | -------------- | --------- | -------------- | --------- | -------------- | --------- |
| Total                                            | 478            | 100 %     | 485            | 100 %     | 484            | 100 %     |
| Résidences principales                           | 443            | 92,7 %    | 424            | 87,4 %    | 407            | 84,1 %    |
| → Dont HLM                                       | 89             | 20,1 %    | 88*            | 20,8 %    | 83             | 20,4 %    |
| Résidences secondaires et logements occasionnels | 12             | 2,5 %     | 10             | 2,1 %     | 10             | 2,1 %     |
| Logements vacants                                | 23             | 4,8 %     | 51             | 10,5 %    | 67             | 13,8 %    |
| Dont :                                           |                |           |                |           |                |           |
| → maisons                                        | 335            | 70,1 %    | 336            | 69,3 %    | 348            | 71,9* %   |
| → appartements                                   | 140            | 29,3 %    | 148            | 30,5 %    | 135            | 27,9 %    |

### Projets
La commune réalise en 2020-2021 le lotissement  Clos du Verger, sur les hauts du Fromentel, qui comprend 14 parcelles pavillonnaires, ainsi que, sur un terrain de un hectare, un arboretum, une aire de jeux pour les enfants, un terrain de pétanque ainsi que des bancs,. Cette opération, destinée à lutter contre la baisse démographique du bourg constatée depuis 1999 et permettre d'accueillir de nouvelles familles, poursuit l'effort engagé avec la restructuration de l'ancienne gendarmerie, où Habitat 76 a construit 5 logements et réhabilité 8 autres,.

## Toponymie
Le nom de la localité est attesté sous la forme Fulcardi montem en 1059.
Toponyme mérovingien composé du nom d'homme Foucard (germanique Folkhard) dont dérivent les noms de famille Foucard (normanno-picard), Fouquart et Fouchard. Post-position du déterminé -mont indice de l'influence germanique, génitif sans [s].

## Histoire
Foucarmont est un lieu d'occupation ancienne : des haches en silex et des débris de poteries, alors attribuées à l'époque gauloise, ont été découverts au XIXe siècle. Des vestiges gallo-romains et des monnaies romaines de bronze d'Agrippa , d'Antonin, de Gordien, de Posthume et de Constantont ont également été retrouvés à la même époque aux Cateliers, au Camp-du-Bourg, au Font-Théodore, à la chapelle de l'Épinette, rue du Four, ainsi que dans le domaine de l'abbaye.
Le bourg est connu pour avoir accueilli l'abbaye de Foucarmont, fondée en 1130 par Henri Ier, comte d'Eu, qui propose à la florissante congrégation de Savigny des terres pour bâtir une abbaye. L'abbaye de Savigny envoie donc des moines pour bâtir une abbaye. Le comte Henri, à la fin de sa vie, se fit lui-même moine et mourut à l'abbaye en 1140. En 1147, Savigny se rattache à l'ordre cistercien et à la filiation de Clairvaux. L'abbaye de Foucarmont rejoint alors l'ordre de Cîteaux.
L'abbé Cochet écrivait en 1871 : « Foucarmont fut au moyen âge un bourg de quelque importance, ayant des halles, une haute justice, une prison, une léproserie, un hôpital, des chapelles, une église et une abbaye. L'église paroissiale, dédiée à saint Martin, a été en grande partie construite au XVIe siècle ».
L'abbaye est supprimée et vendue comme bien national à la Révolution française. Il n'en subsiste que quelques sections de murs d'enceinte.
Au XIXe siècle, les habitants prétendaient encore que les restes du géant légendaire Foucard avaient été exhumés en 1796 autour de l'église et des halles dans le jardin du presbytère. Il s'agissait d'un cercueil en pierre, d'ossements, d'une épée oxydée et peut-être d'une inscription illisible. Foucarmont, au XIXe siècle, avait une importante production de bière, mais on se souvenait qu'autrefois la vigne y avait été cultivée.

Tracé de la ligne Aumale – Envermeu.

Le bourg a été desservi par la ligne de chemin de fer secondaire reliant Amiens - Aumale - Envermeu de 1906 à 1947.
Foucarmont a été détruit en quasi-totalité pendant la Seconde Guerre mondiale. 
Un premier bombardement, allemand, a lieu pendant la Bataille de France le 7 juin 1940 avec des bombes incendiaires, tuant 16 personnes et détruisant 29 maisons, dont de nombreux commerces. En décembre 1943, des bombardements alliés visent des pistes de V1 en construction à Preuseville, mais atteignent également  Smermesnil, Saint-Pierre-des-Jonquières et Londinières, causant de nombreuses victimes. La municipalité fait creuser des tranchées et fait réaliser des abris collectifs au Fromentel pour protéger la population contre les bombardiers des divers belligérants. Néanmoins, 17 bombardiers B17 alliés revenant sur Foucarmont laissent tomber 75 bombes soufflantes sur le centre de la commune dont la plupart explosent en touchant leur cible, et d'autres avec retard, causant 21 morts dont un petit garçon de 7 ans et de nombreux blessés, et détruisant une vingtaine de maisons, l'église et les halles. La place des Cateliers, la rue des halles, la rue douce n’étaient plus qu’un amas de décombres,,.
Lors du bombardement du 7 juin 1940, la quasi-totalité des collections du musée et de la bibliothèque de Neufchâtel (qui comprenait environ 10 000 ouvrages), situés tous deux au deuxième étage de l’hôtel de ville (à l’emplacement de l’actuelle halle au beurre), est détruite. Parmi les rares éléments figurent la bible de Foucarmont, un manuscrit en cinq volumes sur vélin, datant du XIIIe siècle, ornée d’environ 150 enluminures qui provenait de l’ancienne bibliothèque de Neufchâtel, et qui est désormais préservée par le musée Mathon-Durand de Neufchâtel-en-Bray.
Le bourg est libéré le 1er septembre 1944 par la 1re Division Blindée Polonaise, qui, arrivant du Calvados, avait atteint Criquebeuf-sur-Seine le 30 août, puis avait franchi le lendemain la Seine par « le pont de Varsovie ». Elle avait reçu l’ordre de dépasser la 3e Division Blindée Canadienne et de continuer la poursuite de l’ennemi sur l’axe Neufchâtel-en-Bray, Blangy-sur-Bresle, vers Abbeville.
La reconstruction commence alors. En 1952, sur la place des Cateliers, des bâtiments provisoires sont en attente de la reconstruction de l’église et de l’îlot administratif-salle des fêtes. Une chapelle provisoire avait été édifiée à la place de l’actuelle gendarmerie, rue du Caule, en attente de la construction de la nouvelle église, terminée en 1963.

## Politique et administration

### Rattachements administratifs et électoraux
La commune fait partie depuis 1926 de l'arrondissement de Dieppe du département de la Seine-Maritime, en région Normandie. Pour l'élection des députés, elle dépend depuis 2012 de la sixième circonscription de la Seine-Maritime.
Elle était de 1793 à 1802 le chef-lieu d'un canton qui fut alors transféré et devint le canton de Blangy-sur-Bresle. Dans le cadre du redécoupage cantonal de 2014 en France, elle est désormais intégrée au canton d'Eu.

### Intercommunalité
La commune était membre de la communauté de communes de Blangy-sur-Bresle créée fin 2001.
La loi portant nouvelle organisation territoriale de la République (Loi NOTRe) du 7 août 2015 prescrit, dans le cadre de l'approfondissement de la coopération intercommunale, que les intercommunalités à fiscalité propre doivent, sauf exceptions, regrouper au moins 15 000 habitants.
Les communautés de communes de Blangy-sur-Bresle et du canton d'Aumale, dont aucune n'atteignait le seuil légal, ont donc été amenées à fusionner.
Cela aboutit à la création au 1er janvier 2017 de la communauté de communes interrégionale Aumale - Blangy-sur-Bresle,, dont la commune est désormais membre.

### Liste des maires
| Période                                  | Période                         | Identité                       | Étiquette | Qualité |
| ---------------------------------------- | ------------------------------- | ------------------------------ | --------- | --- |
| 1843                                     | 1865                            | Lefebvre                       |           | |
| 1870                                     | 24 mai 1873                     | Alexandre Desjonquères-Mambour |           | Directeur de la verrerie du Tréport                                                                                       |
| 21 janvier 1878                          | 1895                            | Alexandre Desjonquères-Mambour |           | Directeur de la verrerie du Tréport                                                                                       |
| 1899                                     |                                 | Duthil                         |           | |
| 1903                                     | 1907                            | Henri Leborgne                 |           | |
| 1912                                     | 1913                            | Louis Costentin                |           | |
| 1921                                     | 1937                            | Jean Desjonquères              |           | |
| Les données manquantes sont à compléter. |                                 |                                |           | |
| 1951                                     | 1983                            | René Beuvin                    |           | |
| mars 1983                                | 2008                            | Jean Moreau,                   |           | Médecin Délégué départemental de l'Éducation nationale Vice-président de la CC de Blangy-sur-Bresle                       |
| mars 2008                                | mars 2014                       | Monique Pinoli,                |           | Déléguée départementale de l'Éducation nationale Chevalière de la Légion d'honneur                                        |
| mars 2014                                | En cours (au 30 septembre 2022) | M. Dominique Vallée,           |           | Enseignant et secrétaire de mairie retraité Chevalier dans l’ordre des Palmes académiques Réélu pour le mandat 2020-2026, |

### Politique de développement durable
La communauté de communes interrégionale Aumale - Blangy-sur-Bresle a ouvert le 1er août 2017 une déchetterie dans les bâtiments des anciens établissements Dalencourt, sur la départementale 928.
L'éclairage public est coupé en pleine nuit, de 23 h à 4 h du matin, sauf place des Cateliers, rue Douce et rue des Halles, afin d'économiser l'énergie et lutter contre la pollution lumineuse.

### Distinctions et labels
La commune a reçu en 2019 sa première Fleur au Concours des villes et villages fleuris, ainsi que le Grand prix spécial du jury et un trophée d’attractivité pour la rénovation de son vieux lavoir et la création d’un parcours pédagogique en zone humide,.

## Population et société

### Démographie
L'évolution du nombre d'habitants est connue à travers les recensements de la population effectués dans la commune depuis 1793. Pour les communes de moins de 10 000 habitants, une enquête de recensement portant sur toute la population est réalisée tous les cinq ans, les populations de référence des années intermédiaires étant quant à elles estimées par interpolation ou extrapolation. Pour la commune, le premier recensement exhaustif entrant dans le cadre du nouveau dispositif a été réalisé en 2007.

En 2022, la commune comptait 804 habitants, en évolution de −4,17 % par rapport à 2016 (Seine-Maritime : +0,35 %, France hors Mayotte : +2,11 %).
| 1793 | 1800 | 1806 | 1821 | 1831 | 1836 | 1841 | 1846 | 1851 |
| ---- | ---- | ---- | ---- | ---- | ---- | ---- | ---- | ---- |
| 500  | 423  | 483  | 549  | 631  | 604  | 667  | 696  | 717  |

| 1856 | 1861 | 1866 | 1872 | 1876 | 1881 | 1886 | 1891 | 1896 |
| ---- | ---- | ---- | ---- | ---- | ---- | ---- | ---- | ---- |
| 691  | 717  | 715  | 727  | 732  | 714  | 725  | 710  | 693  |

| 1901 | 1906 | 1911 | 1921 | 1926 | 1931 | 1936 | 1946 | 1954 |
| ---- | ---- | ---- | ---- | ---- | ---- | ---- | ---- | ---- |
| 653  | 682  | 714  | 654  | 674  | 683  | 742  | 624  | 713  |

| 1962 | 1968 | 1975 | 1982 | 1990 | 1999  | 2006  | 2007  | 2012 |
| ---- | ---- | ---- | ---- | ---- | ----- | ----- | ----- | ---- |
| 924  | 955  | 926  | 954  | 993  | 1 045 | 1 019 | 1 017 | 907  |

| 2017 | 2022 | - | - | - | - | - | - | - |
| ---- | ---- | - | - | - | - | - | - | - |
| 817  | 804  | - | - | - | - | - | - | - |

### Enseignement
En matière d'enseignement primaire, les communes de Fallencourt, Foucarmont et Villers-sous-Foucarmont sous réunies au sein d'un regroupement pédagogique. À la rentrée scolaire 2018, la commune de Dancourt est réunie aux trois communes, par décision de l'inspection académique de la Seine-Maritime.

### Santé
L'intercommunalité réalise en 2020 une maison de santé pluridisciplinaire destinée à accueillir cinq médecins généralistes, un cabinet d’infirmières et une société d'ambulances, ainsi que des spécialistes à temps partiel (ostéopathe, diététicien, psychologue et podologue), dans un bâtiment de 860 m² comprenant un bureau d’accueil, 3 salles d’attente et un parking, avec un accès PMR (personnes à mobilité réduite), aménagé dans les locaux d'une usine de confection de vêtements qui a fermé en 2013.

### Autres équipements
La commune dispose d'une maison des associations, implantée dans l'ancienne école municipale, rénovée et rendue accessible aux personnes à mobilité réduite en 2019-2020. Les habitants peuvent également utiliser la salle des fêtes et la salle des sports.
Un bureau de poste accueille les habitants, avec des horaires réduits en 2019 à 20 h 45 par semaine.
Le bourg dispose pour sa défense incendie d'un centre de secours du SDIS-76.

### Manifestations culturelles et festivités
En septembre, ont lieu la fête patronale et la foire d'automne, qui comprend une foire agricole et avicole.

## Économie
La commune constitue un pôle d'emploi important avec ses 834 salariés recensés pour les élections prud'homales de décembre 2008. Avec les cadres, ce sont 858 électeurs recensés, chiffre à comparer avec les 1 017 habitants du bourg (dont 449 actifs).
La principale entreprise est Alliance élaborés, devenue en 2018 Gelaé, avec 400 salariés environ en 2018 (plats surgelés),,.
Un petit marché alimentaire a lieu les mardis après-midi.

## Culture locale et patrimoine

### Lieux et monuments
- L'église Saint-Martin (édifice  Inscrit MH (2004))[60] , place des Cateliers, a été rebâtie entre 1959 et 1963 par l'architecte Otello Zavaroni et inaugurée le 3 mai 1964, l'église précédente ayant été presque entièrement détruite par faits de guerre, le 13 février 1944.
 Cet édifice, inspiré par les conceptions du Corbusier, se compose d'une nef rectangulaire à volume unique, en béton, couverte en terrasse avec chœur semi-circulaire percé de petites ouvertures. Le mur sud est traité en claustra avec parois et cabochons de verre. Le mur nord est précédé d'une galerie. Le clocher est ajouré, en forme de diapason. Le traitement de surface du béton est particulièrement soigné et l'esthétique général de l'ouvrage renvoie aux blockhaus de la guerre encore toute récente. Les vitraux ont été réalisés par une équipe d’étudiants des Beaux-Arts de Paris.
Une des trois cloches et les statues de l'église, datant des XVIe et XVIIe siècles , proviennent de l’Abbaye de Foucarmont[61].
 En 2020, la municipalité diligente une étude en vue de la rénovation de l'édifice, dont le mécanisme des cloches ne fonctionne plus, dont certains vitraux se dégradent, qui présente des problèmes d’étanchéité et dont le béton s’abîme[62].

- L'église Saint-Martin  Inscrit MH (2004)
- Entrée de l'église
Noter le travail du béton, qui alterne des zones gravillonnées et des zones lisses

L'église Saint-Martin
Entrée de l'église Noter le travail du béton, qui alterne des zones gravillonnées et des zones lisses

- Ruines de l'abbaye de Foucarmont, cistercienne, fondée en 1130 par le comte Henri d'Eu, qui s'y fit moine. Elle fut détruite et reconstruite trois fois avant d'être définitivement démolie après la Révolution française.

- Monument aux morts, qui porte l'inhabituelle mention 1914-1919 au pied du poilu, conçu par le sculpteur Charles-Henri Pourquet. Le socle a été réalisé par un marbrier local, Guibout de Bouttencourt[63].

- Zones humides, qui s'étendent sur une trentaine d'hectares bordant l’Yères et ses berges. Une section de 1,5 hectare a été protégée et aménagée depuis 2015, et accueille un biotope particulier comprenant des criquets ensanglantés ou des reines-des-prés[64],[65].

- Lavoir, semblant dater du début du XIXe siècle et restauré en 2016, et tour de séchage des tuyaux des pompiers[66].

Un aménagement a été réalisé avec un cheminement en platelage en chêne et une passerelle, permettant de relier la zone humide et le lavoir pour rejoindre le chemin de l'Épinette, facilitant la visite des lieux, que ce soit dans un but touristique ou d'étude environnementale.

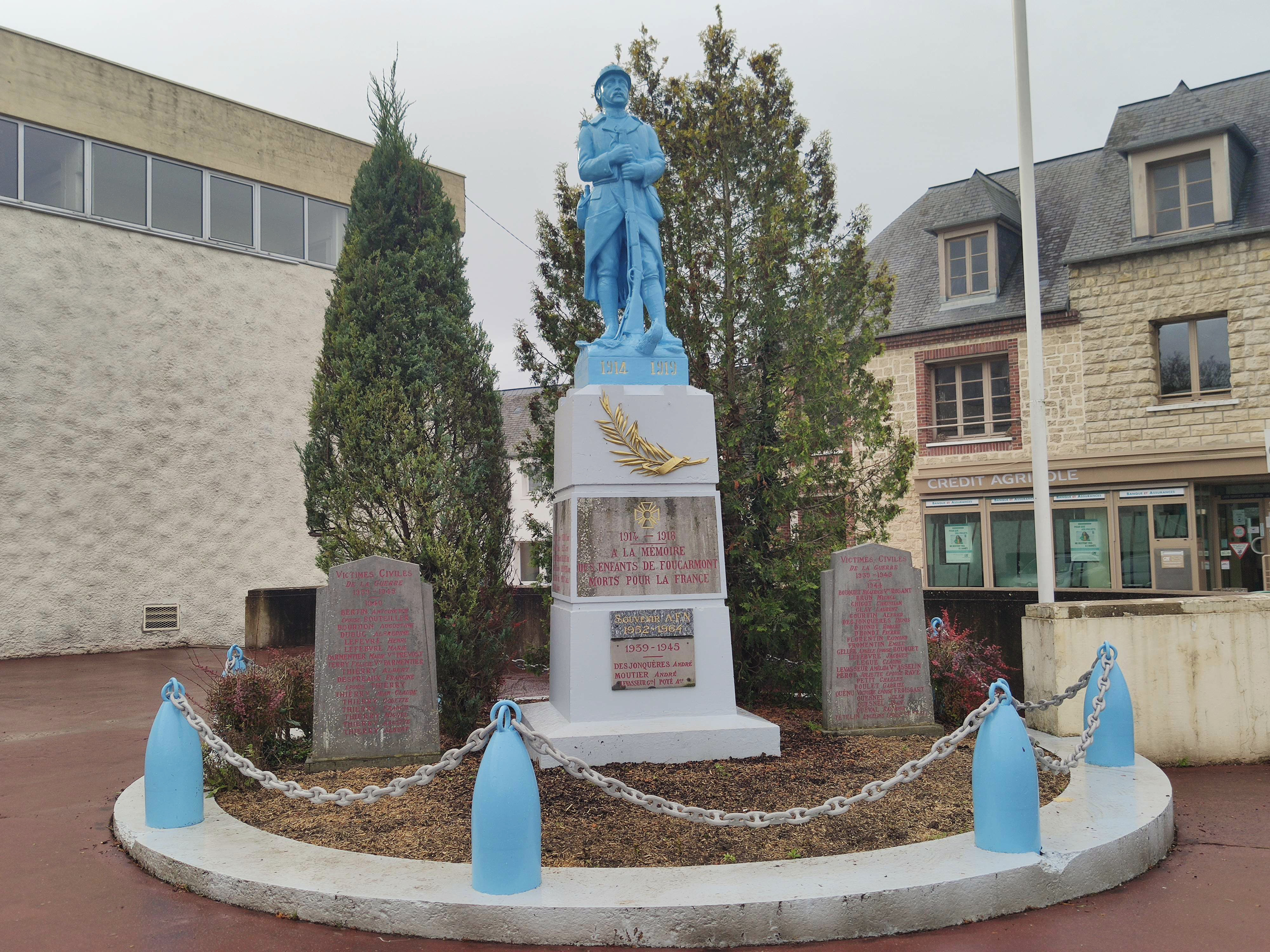
Monument aux morts.
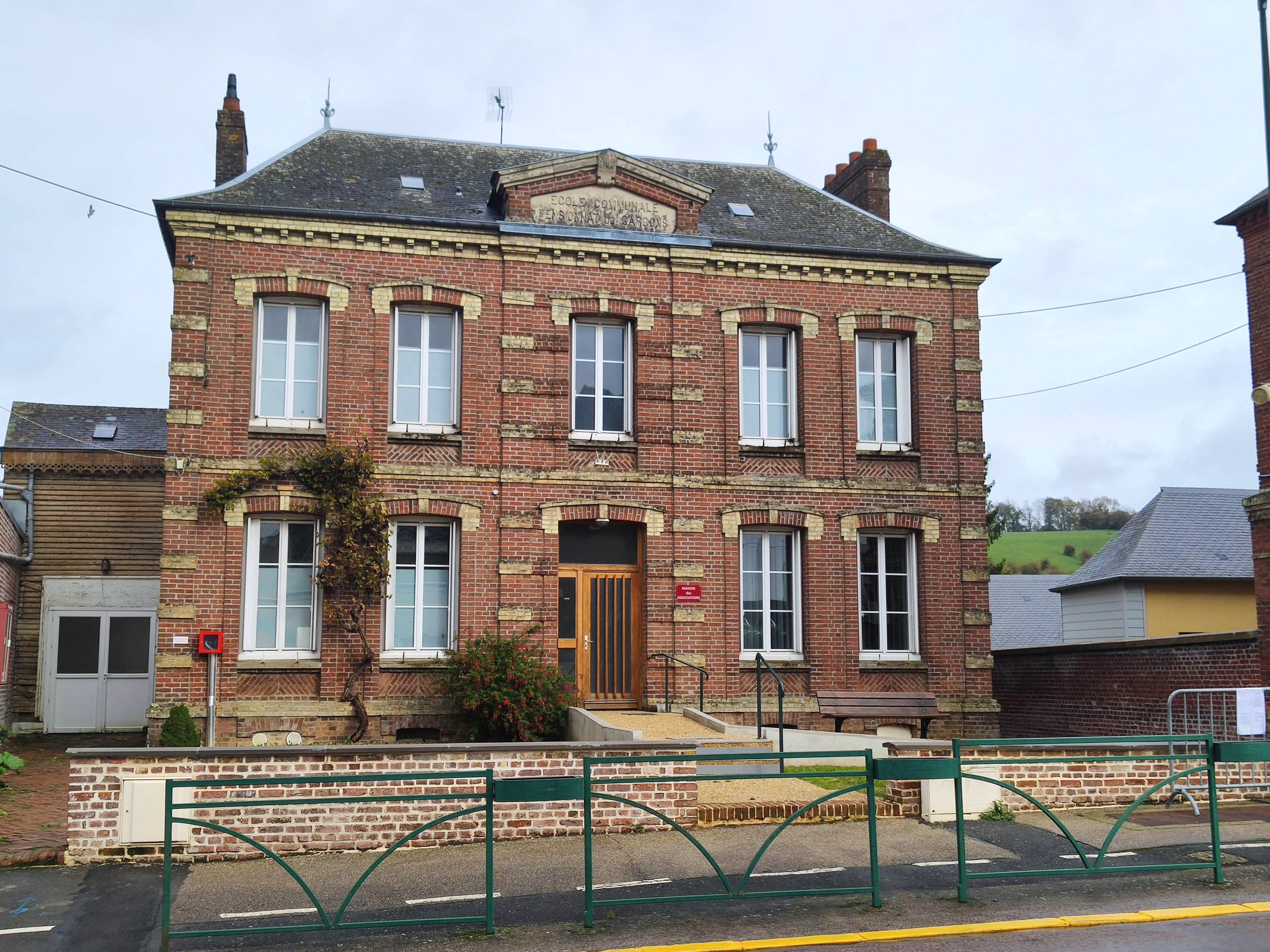
Ancien pensionnat de garçons de 1887, devenu maison des socciations.

### Personnalités liées à la commune
- Pierre Parisy-Dumanoir (1808-1885), journaliste et historien né et mort à Foucarmont.
- Louise Claeysen, artiste peintre née à Foucarmont en 1903, morte à Olivet (Loiret) en 1997. Elle est répertoriée dans des ouvrages de référence comme le Dictionnaire Bénézit[68] ou le Delarge. Elle a peint quelques portraits, plus encore des paysages de France (Normandie, Loiret, Bretagne, Provence), d'Italie, d'Espagne, de Grèce (Delphes, Corinthe, Olympie, Hydra, Rhodes). Ayant vécu dans le Loiret, elle est présente dans la collection de tableaux du XXe siècle du Musée des beaux-arts d'Orléans. On retient ses expositions à Orléans et Paris (Salon des indépendants), mais aussi aux États-Unis, à Wichita et à New York , où elle a reçu un Prix[69].